# Bernos-Beaulac
Bernos-Beaulac è un comune francese di 1 161 abitanti situato nel dipartimento della Gironda nella regione della Nuova Aquitania.

## Società

### Evoluzione demografica
Abitanti censiti

## Amministrazione

### Gemellaggi
- Huércanos, Spagna, dal 1992